# محمود يوسف
محمود يوسف "أبو اليودا" (من مواليد 30 يوليو 1997) هو لاعب كرة قدم فلسطيني يلعب كمهاجم لمركز بلاطة في الدوري الفلسطيني الممتاز للضفة الغربية. وكان يلعب مع شباب الخليل. يلعب أيضا في المنتخب الوطني الفلسطيني منذ عام 2017.

## مسيرته الرياضية
ولد محمود علي نافع يوسف في مدينة عكا وبدأ اللعب كلاعب كرة قدم في سن 9 سنوات في نادي اخوة عكا للشباب وفي سن 17 اصبح لاعب اساسي في نادي اخوة عكا للبالغين، بالمقابل أكمل مسيرته مع نادي الشباب
في موسم 2014- 2015، انهى الموسم ب4 أهداف و15 مشاركة بالدوري "ب"، وسجل 34 هدف في نادي الشباب، الموسم التالي سجل 7 أهداف في الدوري "ب".
في موسم 2016/2017 بدأ في نادي اخوة عكا وخلال الموسم انتقل إلى نادي شباب طمرة بالدوري "ج". 
في صيف سنة 2017 وقعّ يوسف مع شباب الخليل بالدوري الفلسطيني، وب 14 شباط 2017 ظهر لأول مرة مع المنتخب الفلسطيني وسجل هدفين وفازوا 8-1 على منتخب "المالديڤ"، وفي الموسم التالي انضم إلى مجموعة مركز "لاتيه ". 
وفي 4 حزيران 2019 وقعّ يوسف مع هبوعيل "كفار سابا "بعد أن تمت ترقيته الى الدوري الممتاز، وفي 12 كانون الأول 2019 سجل هدف في اول ظهور له في الدوري الممتاز، بفوزه 2-0 على "هبوعيل حيفا ". 
في 3 شباط 2020، تم ّإعارة يوسف إلى نادي "هبوعيل" ابناء اللد، من الدوري الوطني إلى نهاية الموسم .
في شباط 2020، وقعّ يوسف في "هبوعيل "البعينة بالدوري "أ". 
في صيف 2021 وقعّ مع الاخوة كفر مندا وفي تشرين الأول بنفس السنة وقعّ مع هبوعيل "كرميئيل ".
و خلال شهر كانون الثاني 2022 عاد إلى الإخوة عكا . 

## وصلات خارجية
- محمود يوسف على موقع قاعدة بيانات كرة القدم.إي يو (الإنجليزية)
- محمود يوسف على موقع ناشيونال فوتبول تيمز (الإنجليزية)
- محمود يوسف على موقع Soccerway.com (الإنجليزية)
- محمود يوسف على موقع كووورة
- اللاعب محمود يوسف على موقع كووورة.